# Toshihiko Koga
Toshihiko Koga (japonès: 古賀 稔彦)  (Kitashigeyasu, 21 de novembre de 1967 - Takatsu, 24 de març de 2021) fou un judoka japonès que va practicar la competició d'alt nivell en les categories de -71 kg i -78 kg. Fou triple campió del món de judo, campió olímpic i vice campió olímpic.
Era molt conegut al món del judo per a la seva creativitat que li va permetre inventar noves tècniques com el morote a una mà o el sode-tsuri-komi-goshi en guarda invertida. Va dir: " Penso que cal tenir sempre l'esperit obert per adoptar noves aproximacions i noves vies en la resolució dels problemes ".

## Biografia

### Joventut
Koga comença a practicar el judo quan estudia la primària. Per anar a l'institut, marxa a Tòquio i s'inscriu al Kodogakusha, una escola de judo que serà llavors dirigida per dos medallistes d'or olímpic, Hidehiko Yoshida i Makoto Takimoto.
Continua els seus estudis a la universitat de les ciències i dels esports japonesos (Nippon Sport Science University), i comença a guanyar els seus primers torneigs importants. Guanya múltiples recompenses durant la Copa Kodokan (cinc anys consecutius) i el campionat del Japó (sis anys consecutius) en la categoria -71 kg.

### Carrera esportiva
Koga Toshihiko és una revelació en competició internacional el 1987,al campionat del món d'Essen (Alemanya) en categoria -71 kg on en principi és vençut en semifinal per Michael Swain (Estats Units) però arriba al tercer lloc guanyant el seu combat contra Kerrith Brown (Gran Bretanya). Llavors només té 20 anys.
El 1989, troba Michael Swain (Estats Units) en la final dels campionats del món de Belgrad (Iugoslàvia) però aquesta vegada el venç i guanya el seu primer títol de campió del món en 71 kg. Reitera aquesta proesa el 1992 a Barcelona contra l'espanyol Joaquin Ruiz per decisió.
El 1992, participa en els seus primers Jocs olímpics, els de Barcelona. Alguns dies abans del començament de la prova, es fereix greument al genoll esquerre i haurà de necessitar infiltracions entre cada combat. Malgrat aquesta ferida, aconsegueix hissar-se en final per enfrontar-se a l'hongarès Bertalan Hajtos. El combat és molt atapeït, cap dels dos combatents no aconsegueix prendre un real avantatge sobre l'altre. Però és Koga el que guanya per decisió de l'àrbitre. Guanya llavors el combat més important de la seva vida i es fa campió olímpic en la categoria -71 kg.
Se'n va llavors a la conquesta d'un tercer títol de campió del món a Chiba (Japó) el 1995 en la categoria -78 kg. S'emporta la medalla d'or guanyant Djamel Bouras (França) amb un sode-tsuri-komi-goshi.
Combat de nou amb Bouras l'any següent, en el moment de la final dels Jocs Olímpics d'Atlanta (EUA) en categoria -78 kg. Aquest pren la seva revenja, deixant a T.Koga el segon lloc.
Tanmateix Toshihiko Koga és ja una referència per al judo.

### Carrera com entrenador i professor
Quan penja el seu el judogi el 2000 per fer-se entrenador nacional de l'equip femení del Japó els bons resultats segueixen. El 2004 en els Jocs olímpics d'Atenes, l'equip femení del Japó s'emporta 7 medalles del qual 6 títols en les 7 categories de pes presents (6 en or i 1 en argent).
El 2003, crea la seva escola privada, l'escola Koga Juku. Hi ensenyava als més joves la seva ciència del Judo. Fou també professor a la Universitat de Tòquio.

## Palmarès

### Jocs olímpics
- Jocs Olímpics de 1992 a Barcelona (Catalunya):
  -  Medalla d'or en la categoria "-71 kg".
- Jocs olímpics de 1996 a Atlanta (Estats Units):
  -  Medalla d'argent en la categoria "73 - 81 kg.

### Campionats del món
- Campionats del món de judo 1987 a Essen (Alemanya):
  -  Medalla de bronze en la categoria "-71 kg".
- Campionats del món de judo 1989 a Belgrad (Iugoslàvia):
  -  Medalla d'or en la categoria "-71 kg".
- Campionats del món de judo 1991 a Barcelona (Catalunya):
  -  Medalla d'or en la categoria "-71 kg".
- Campionats del món de judo 1995 a Chiba (Japó):
  -  Medalla d'or en la categoria "-78 kg".

### Jocs d'àsia
- Jocs d'Àsia 1987 a Pequín (Xina):
  -  Medalla de bronze en la categoria "-71 kg".

### Divers
- Copa Jigoro Kano
  -   Guanya la Copa Jigoro Kano el 1986 i 1990 en la categoria "-71 kg".